# Tratado de Moscú (1921)

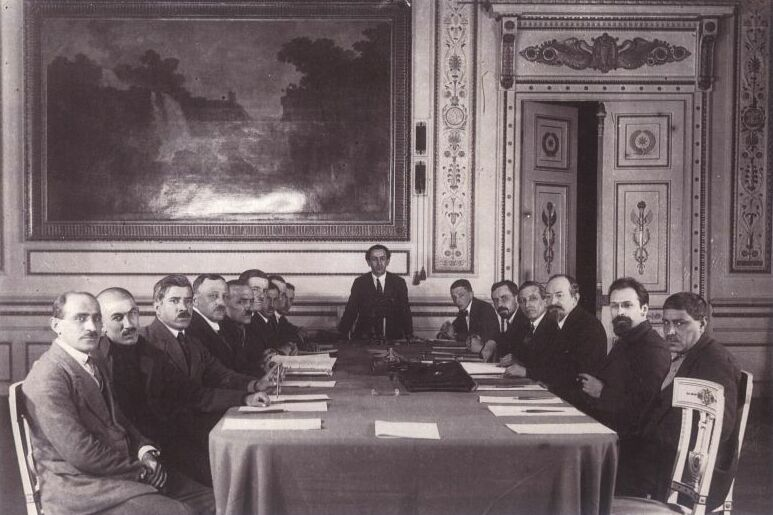
Miembros del comité Turco y del Ruso firmando el tratado de Moscú el 16 de marzo de 1921

El Tratado de Moscú o Tratado de Amistad y Hermandad Turco-Soviético fue un tratado de paz entre la Gran Asamblea Nacional de Turquía liderada por Mustafa Kemal Atatürk y la República Socialista Federativa Soviética de Rusia presidida por Vladimir Lenin, firmado el 16 de marzo de 1921. Ni la República de Turquía, ni la Unión Soviética existían aún; el Gobierno turco internacionalmente reconocido era el del sultán Mehmed VI, repudiado por el movimiento kemalista. 
Con el Tratado de Moscú, los dos Gobiernos establecieron relaciones amistosas entre ambos países; el tratado estipulaba que el término «Turquía» significaría en adelante los territorios incluidos en el Misak-ı Millî o «Pacto Nacional», adoptado por el Parlamento otomano el 28 de enero de 1920. 
El artículo VI del tratado declaraba nulos los tratados concluidos anteriormente entre Rusia y Turquía; por el artículo II, Turquía cedía Batum y el área adyacente al norte de la población de Sarp (Khelvachauri) a Georgia (el óblast de Kars fue a Turquía); el artículo III instituía una región autónoma de Najicheván bajo el protectorado de la República Socialista Soviética de Azerbaiyán; por el artículo V, las partes acordaban delegar la elaboración final del estatus del mar Negro y los estrechos (Dardanelos y Bósforo) a una futura conferencia de los Estados ribereños, siempre que respetase la «completa soberanía» y seguridad de Turquía y «su capital, Constantinopla». 
Las fronteras nororientales de Turquía, así como las de Georgia, Armenia y Azerbaiyán, definidas en el Tratado de Moscú, como en el idéntico Tratado de Kars (firmado el 13 de octubre de 1921), son las que existen en la actualidad.